# Seznam ulic v Přízřenicích
Seznam ulic v Přízřenicích uvádí přehled ulic a veřejných prostranství na území evidenční části obce Přízřenice v Brně, která je územně totožná s katastrálním územím Přízřenice a tvoří část městské části Brno-jih.

## Seznam
| Název           | Pojmenováno po   | Souřadnice                       | Obrázek | Commons              | RÚIAN  | Mapy.cz         |
| --------------- | ---------------- | -------------------------------- | ------- | -------------------- | ------ | --------------- |
| Břeclavská      | Břeclav          | 49°8′39″ s. š., 16°37′16″ v. d.  |         | Břeclavská (Brno)    | 21822  | stre&id=79027   |
| Hliniště        |                  | 49°8′54″ s. š., 16°37′13″ v. d.  |         |                      | 860972 | stre&id=5183534 |
| Jezerní         | jezero           | 49°8′38″ s. š., 16°37′13″ v. d.  |         |                      | 24899  | stre&id=79333   |
| Ke Svratce      | Svratka          | 49°8′51″ s. š., 16°37′21″ v. d.  |         |                      | 25895  | stre&id=79433   |
| Malá            |                  | 49°8′52″ s. š., 16°37′20″ v. d.  |         |                      | 28070  | stre&id=79652   |
| Modřická        | Modřice          | 49°8′27″ s. š., 16°37′1″ v. d.   |         | Modřická (Brno)      | 28045  | stre&id=79649   |
| Moravanská      | Moravany         | 49°8′44″ s. š., 16°36′47″ v. d.  |         | Moravanská (Brno)    | 28126  | stre&id=79656   |
| Moravanské lány |                  | 49°8′53″ s. š., 16°35′49″ v. d.  |         |                      | 28517  | stre&id=79695   |
| Novomoravanská  | Nové Moravany    | 49°8′53″ s. š., 16°36′0″ v. d.   |         |                      | 720305 | stre&id=144881  |
| Staré náměstí   | náměstí          | 49°8′44″ s. š., 16°37′20″ v. d.  |         | Staré náměstí (Brno) | 32174  | stre&id=80058   |
| U Parkové dráhy |                  | 49°8′24″ s. š., 16°37′47″ v. d.  |         |                      | 900231 | stre&id=5183929 |
| V Polích        | pole             | 49°8′53″ s. š., 16°37′24″ v. d.  |         |                      | 731641 | stre&id=145867  |
| Vídeňská        | Vídeň            | 49°10′15″ s. š., 16°35′52″ v. d. |         | Vídeňská (Brno)      | 34584  | stre&id=80298   |
| Za Hasičkou     | hasičská stanice | 49°8′43″ s. š., 16°37′16″ v. d.  |         |                      | 768588 | stre&id=150037  |
| Zelná           | zelí             | 49°8′49″ s. š., 16°37′16″ v. d.  |         | Zelná (Brno)         | 35599  | stre&id=80399   |